# Semnornis frantzii
Semnornis frantzii là một loài chim trong họ Semnornithidae.